# Flughafen Bidar

i7
i11
i13
Der Bidar Airport (Kannada ಬೀದರ್ ವಿಮಾನ ನಿಲ್ದಾಣ, IATA-Code: IXX, ICAO-Code: VOBR) ist ein Flughafen in Indien. Er befindet sich bei Bidar im Nordosten des Bundesstaates Karnataka. Eine zivile Mitbenutzung des bisherigen Militärflugplatzes, der Bidar Air Force Station, ist geplant.

## Militärische Nutzung
Die Geschichte des militärischen Flugbetriebes reicht in die Zeit des Zweiten Weltkrieges zurück.
Die Indian Air Force nutzt Bidar seit den frühen 1960er Jahren als ihre Haupttrainingsbasis für die Piloten der schnellen Kampfjets. Vorteile Bidars sind eine gewisse Distanz zu den großen Verkehrsflughäfen und der damit einhergehende verfügbare Luftraum; die Anzahl der Flugbewegungen auf Trainingsplätzen ist in der Regel deutlich höher als auf Einsatzplätzen. Auch das Wetter ist im Binnenland und auf über 600 m Seehöhe beständiger als an den Küsten des Indischen Ozeans.
Sie betreibt hier ihre Hawk Mk.132 Trainer, mit denen (Stand 2011) zwei Operational Training Squadrons ausgerüstet sind. Parallel zum Zulauf der Hawks, der 2007 begann, wurde der Flughafen ausgebaut und modernisiert, unter anderem wurden die Landebahnen auf 9000 Fuß verlängert. Neben den Hawks sind hier heute (2011) noch ältere Kiran-Trainer stationiert.